# Luis Ángel Duque
Luis Ángel Duque Mata (Madrid; 31 de octubre de 1953) es un exfutbolista y entrenador de fútbol español. También trabaja como comentarista deportivo en algunos medios como Cadena COPE, además de haber colaborado para el diario Marca, Telecinco, Telemadrid, Cadena SER. Fue profesor de la Escuela Madrileña de Entrenadores y de educación física en el C. P. Rosalía de Castro de Leganés.

## Biografía
Jugó hasta los 25 años de edad en los equipos de la EMT de Madrid —en infantiles y juveniles—, Rayo Vallecano, Cartagena FC y Club Deportivo San Fernando entre otros, hasta que se retiró para formarse como entrenador. Fue técnico de las categorías inferiores del Leganés hasta que comenzó a entrenar al primer equipo a partir de la temporada 1989-1990. En la temporada 1992-1993 consiguió el ascenso a Segunda División, categoría en la que siguió entrenando al Leganés las dos siguientes temporadas. Después entrenó al Getafe C. F., S. D. Compostela, Real Ávila, U. D. Almería y Cultural Leonesa, tanto en Segunda División como en Segunda División B, donde consiguió dos ascensos de categoría más. 
Desde 2006 hasta 2010 ejerció como director deportivo del Club Deportivo Leganés, y además compaginó este cargo con el de entrenador en las temporadas 2005- 2006 y 2009-2010. Tras una serie de malos resultados, Duque presentó su dimisión y después dejó todos sus cargos en el club. Desde entonces, no ha fichado por ningún otro club.

## Clubes
- Club Deportivo Leganés "B" (1987-1989)
- Club Deportivo Leganés (1989-1995)
- Getafe Club de Fútbol (1995-1997)
- Real Ávila Club de Fútbol (1997-2001)
- Sociedad Deportiva Compostela (2001-2003)
- Cultural y Deportiva Leonesa (2003-2004)
- Unión Deportiva Almería (2004)
- Club Deportivo Leganés (2005-2006)
- Club Deportivo Leganés (2009-2010)